# Municipio de Driscoll
El municipio de Driscoll (en inglés: Driscoll Township) es un municipio ubicado en el condado de Burleigh en el estado estadounidense de Dakota del Norte. En el año 2010 tenía una población de 166 habitantes y una densidad poblacional de 1,78 personas por km².

## Geografía
El municipio de Driscoll se encuentra ubicado en las coordenadas 46°50′52″N 100°8′19″O / 46.84778, -100.13861. Según la Oficina del Censo de los Estados Unidos, el municipio tiene una superficie total de 93.37 km², de la cual 93,04 km² corresponden a tierra firme y (0,35 %) 0,32 km² es agua.

## Demografía
Según el censo de 2010, había 166 personas residiendo en el municipio de Driscoll. La densidad de población era de 1,78 hab./km². De los 166 habitantes, el municipio de Driscoll estaba compuesto por el 96,39 % blancos, el 1,81 % eran amerindios y el 1,81 % eran de una mezcla de razas. Del total de la población el 0,6 % eran hispanos o latinos de cualquier raza.